# Carpostalagma viridis
Carpostalagma viridis är en fjärilsart som beskrevs av Carl Plötz 1880. Carpostalagma viridis ingår i släktet Carpostalagma och familjen björnspinnare. Inga underarter finns listade i Catalogue of Life.